# Acruspex spinipennis
Acruspex spinipennis là một loài bọ cánh cứng trong họ Cerambycidae.